# Bogusław Szpakowski
Bogusław Szpakowski (ur. 18 grudnia 1954) – polski ksiądz pallotyn, filozof i psychoterapeuta.
Święcenia kapłańskie przyjął 2 maja 1981 w Ołtarzewie. Doktorat obronił w 1991 na Wydziale Filozofii Chrześcijańskiej KUL. Temat jego rozprawy brzmiał: Człowiek jako dar. Antropologia »Familiaris Consortio«, zaś promotorem był ks. prof. Tadeusz Styczeń SDS.
Jest terapeutą certyfikowanym w Polskim Towarzystwie Psychiatrycznym. Prowadzi praktykę terapii indywidualnej i grupowej w Warszawie i Lublinie. Wykłada w Wyższym Seminarium Duchownym w Ołtarzewie. Współpracuje z Centrum Formacji Duchowej Salwatorianów w Krakowie.

## Publikacje
- Spowiadanie ludzi w szczególnie trudnych sytuacjach życia, [w:] Józef Augustyn, Stanisław Cyran (red.) Sztuka spowiadania. Poradnik dla księży, ISBN 83-7318-591-7, Kraków 2005, s. 341–357.
- Zachowania seksualne miarą dojrzałej osobowości? [książka na CD], Salwator, Kraków 2009.
- Seksualność. Niezabliźniona rana?, „Zeszyty Formacji Duchowej”. 51, 76 ss.
- Jak odzyskać radość życia?, „Zeszyty Formacji Duchowej”. 59, 96 ss.
- Bliskość, która leczy, „Zeszyty Formacji Duchowej”. 73, 104 ss.
- liczne artykuły w czasopismach „Pastores”, „Życie Duchowe”, „LIST” i innych.